# Лапка (Польща)
Лапка (пол. Łapka, нім. Lapkaabfindung) — село в Польщі, у гміні Барчево Ольштинського повіту Вармінсько-Мазурського воєводства.
Населення — 125 осіб (2011).
У 1975-1998 роках село належало до Ольштинського воєводства.

## Демографія
Демографічна структура станом на 31 березня 2011 року:
|          | Загалом | Допрацездатний вік | Працездатний вік | Постпрацездатний вік |
| -------- | ------- | ------------------ | ---------------- | -------------------- |
| Чоловіки | 68      | 19                 | 43               | 6                    |
| Жінки    | 57      | 16                 | 35               | 6                    |
| Разом    | 125     | 35                 | 78               | 12                   |